# Mai 2008
Portal Geschichte | Portal Biografien | Aktuelle Ereignisse | Jahreskalender | Tagesartikel

◄ |
20. Jahrhundert |
21. Jahrhundert

◄ |
1970er |
1980er |
1990er |
2000er
| 2010er | 2020er | 2030er | ►

◄ |
2004 |
2005 |
2006 |
2007 |
2008
| 2009 | 2010 | 2011 | 2012 | ►

◄ |
Februar 2008 |
März 2008 |
April 2008 |
Mai 2008 |
Juni 2008 |
Juli 2008 |
August 2008 |
►
Dieser Artikel behandelt tagesbezogene Nachrichten und Ereignisse im Mai 2008.

## Tagesgeschehen

### Donnerstag, 1. Mai 2008
- Hangzhou-Bucht/China: Die Hangzhou Wan Daqiao, mit 36 km Länge die längste Überseebrücke der Welt, wird eröffnet. Sie verbindet die an der chinesischen Ostküste gelegenen Großstädte Ningbo und Cixi.[1]

### Samstag, 3. Mai 2008

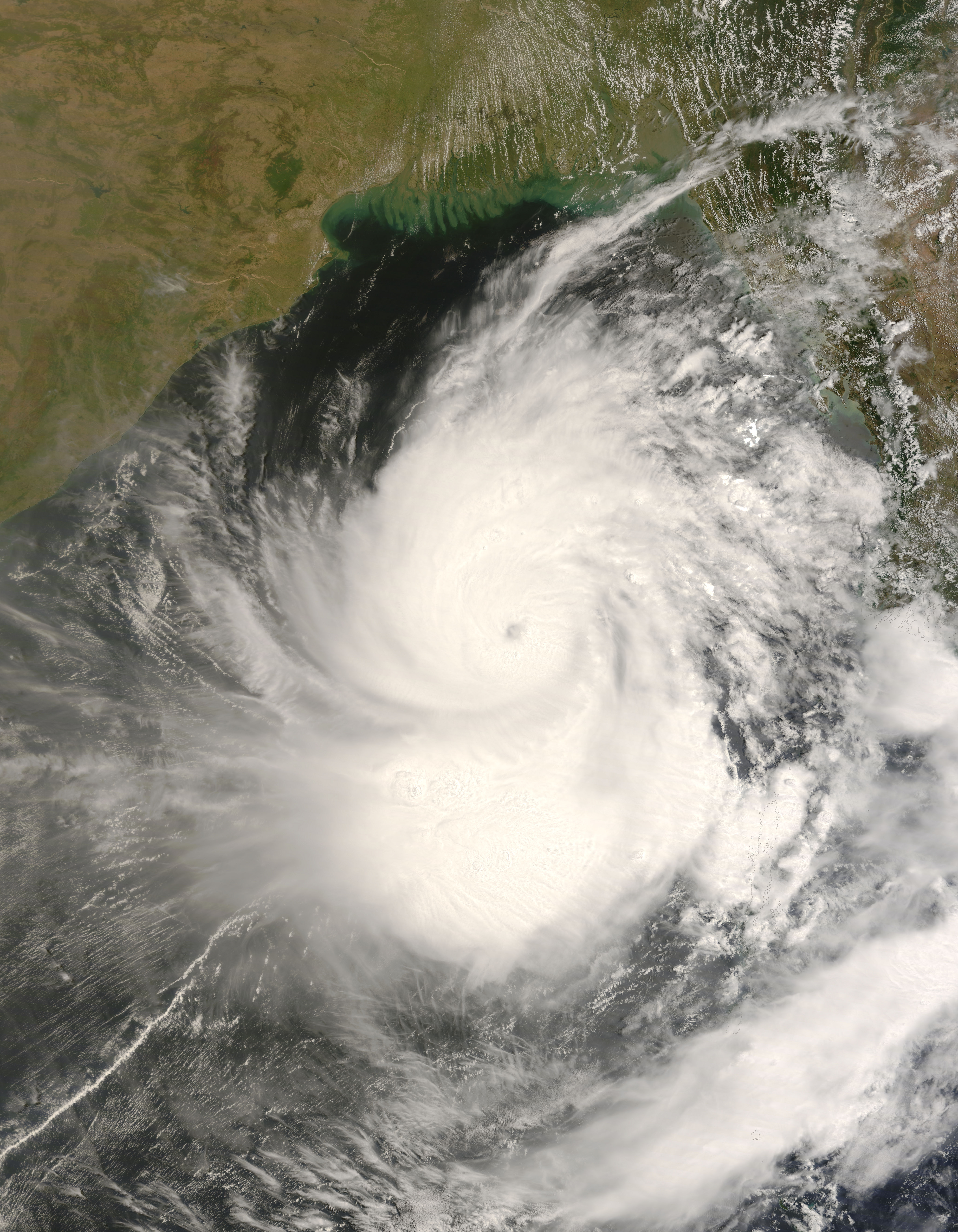
Satellitenbild des Zyklons vor der Küste Myanmars am 1. Mai 2008

- Myanmar: Durch den Zyklon Nargis werden nach offiziellen Angaben 84.537 Menschen getötet, über 53.000 Menschen werden vermisst. Hunderttausende verlieren ihr Obdach. Nach Schätzung der Vereinten Nationen sind 24 Millionen Menschen von der Katastrophe betroffen. Das Militärregime verweigert in der Folge die Einreise von ausländischen Katastrophenhelfern und beschlagnahmt Hilfsgüter.[2][3]

### Sonntag, 4. Mai 2008

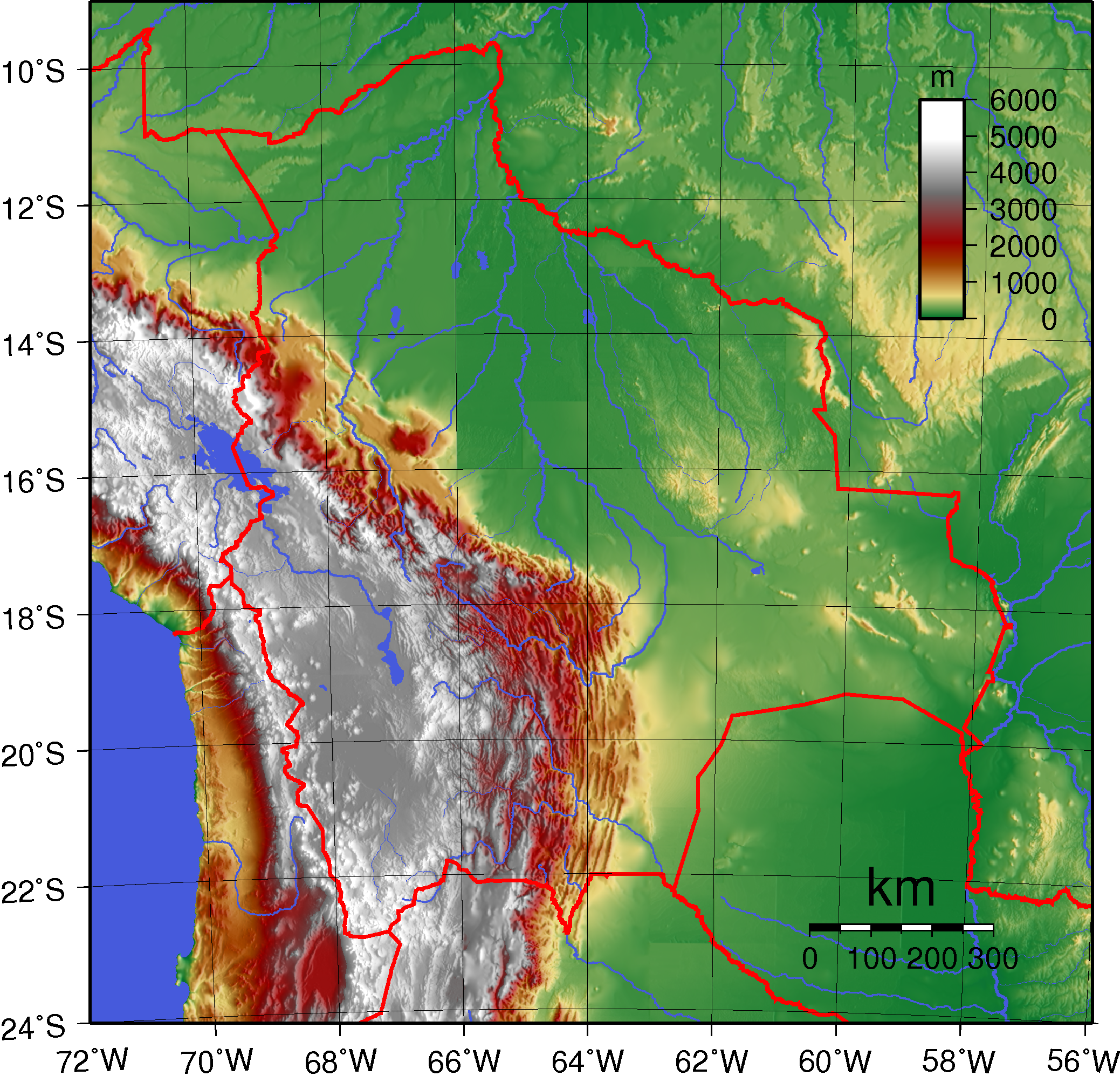
Die östlichen Landesteile Boliviens, außerhalb der Anden, wollen mehr Autonomie

- Hagåtña/Guam: Bei den Vorwahlen der Demokratischen Partei zur Präsidentschaftswahl in den Vereinigten Staaten 2008 im US-Außengebiet Guam siegt Barack Obama mit einem Vorsprung von sieben Stimmen vor seiner Kontrahentin Hillary Clinton.[4]
- Santa Cruz de la Sierra/Bolivien: Am Tag des Referendums über eine eingeschränkte Autonomie der Provinz Santa Cruz kommt es zu gewalttätigen Ausschreitungen mit einem Toten und mindestens 24 Verletzten. Ihre Stimme geben dennoch 61 % der Wahlberechtigten ab. Ähnliche Autonomiebestrebungen existieren in den Departamentos Beni, Pando und Tarija.[5]

### Montag, 5. Mai 2008
- Santa Cruz de la Sierra/Bolivien: Der Autonomiebewegung im bolivianischen Departamento Santa Cruz werden nach ersten Schätzungen etwa 85 % der abgegebenen Stimmen im Referendum am Sonntag zugeschrieben.[6]

### Dienstag, 6. Mai 2008
- Tiflis/Georgien: Nach Angaben des georgischen Staatsminister für Fragen der Reintegration, Temur Jakobaschwili, steht Georgien kurz von einem Krieg mit Russland um die abtrünnigen georgischen Regionen Abchasien und Südossetien. Seit Wochen mobilisieren beide Seiten Truppen an den Grenzen zu den abtrünnigen Regionen in Georgien. Auf Nachfrage von Reportern antwortete der Minister: „Wir müssen im wahrsten Sinne des Wortes einen Krieg abwenden.“ Auf die Frage, wie nah die Spannungen an einem Krieg seien, sagte Jakobaschwili: „Sehr nah, weil wir die Russen sehr gut kennen.“[7]
- Wellington/Neuseeland: Die neuseeländische Regierung unter Premierministerin Helen Clark kauft die 1993 privatisierte Staatsbahn für 665 Millionen neuseeländische Dollar (336 Millionen Euro) von der australischen Toll Holdings zurück.[8]

### Mittwoch, 7. Mai 2008

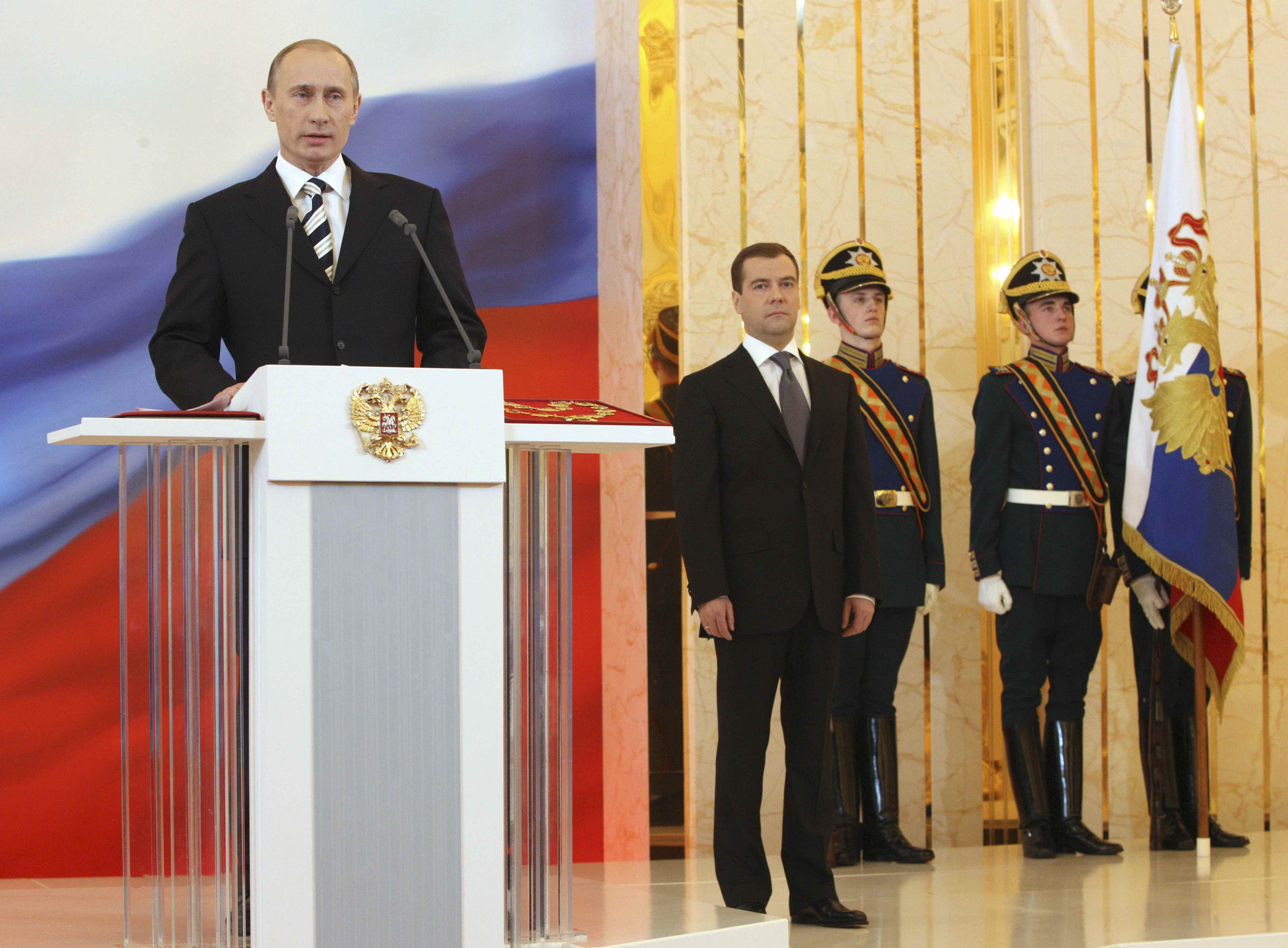
Wladimir Putin, rechts daneben Dmitri Medwedew

- Hamburg/Deutschland: Die Hamburgische Bürgerschaft wählt Ole von Beust (CDU) zum dritten Mal zum Ersten Bürgermeister. Er führt die erste Landesregierung in der Geschichte der Bundesrepublik an, die aus Mitgliedern der CDU und Mitgliedern einer grünen Partei besteht, im konkreten Fall ist es die Grün-Alternative Liste.[9]
- Moskau/Russland: Der bisherige stellvertretende Ministerpräsident von Russland Dmitri Medwedew von der Partei Einiges Russland wird als dritter Präsident seit der Unabhängigkeit der Russischen Föderation im Jahr 1991 ins Amt eingeführt. Sein Amtsvorgänger Wladimir Putin soll auf eigenen Wunsch morgen zum Ministerpräsidenten gewählt werden. Beobachter gehen davon aus, dass Putin, der im Jahr 2000 das Amt des Präsidenten der Föderation übernahm, als Ministerpräsident seinen politischen Einfluss beibehalten wird. Die präsidiale Amtszeit ist begrenzt.[10]

### Donnerstag, 8. Mai 2008
- Beirut/Libanon: Die Lage nach dem von den Gewerkschaften abgesagten Generalstreik spitzt sich weiter zu. Der Konflikt zwischen der pro-westlichen Regierung von Ministerpräsident Fuad Siniora und der pro-iranischen Opposition unter Führung der Schiiten-Partei Hisbollah mündet zunehmend in Gewalt und bürgerkriegsähnlichen Zuständen. In einer von arabischen Fernsehsendern übertragenen Rede sprach Hisbollah-Generalsekretär Hassan Nasrallah von einer „Kriegserklärung der pro-westlichen Regierung von Ministerpräsident Fuad Siniora gegen die Hisbollah“. Des Weiteren erklärte er: „Ein Krieg hat begonnen, (…) und wir haben das Recht, unsere Waffen zu verteidigen“, sagte Nasrallah. „Eine neue Ära hat begonnen", fügte er hinzu.“[11]
- Rom/Italien: Mit der Vereidigung seines vierten Kabinetts tritt Silvio Berlusconi (PdL) zum dritten Mal in 14 Jahren das Amt des italienischen Ministerpräsidenten an.[12]

### Samstag, 10. Mai 2008
- Basel/Schweiz: Der FC Basel wird Schweizer Fussballmeister 2008.
- Naypyidaw/Myanmar: Das seit 1962 regierende Militärregime lässt zum ersten Mal wieder nach 18 Jahren das Volk in einem Referendum über eine neue Verfassung entscheiden. Mit der neuen Verfassung kann die Militärjunta ihre Machtposition zementieren, da das neue Grundgesetz dem Militär 25 Prozent der Mandate und Schlüsselposten in der Regierung sichert. Nach dem Verfassungsreferendum sind für 2010 Parlamentswahlen vorgesehen.[13]

### Sonntag, 11. Mai 2008
- Belgrad/Serbien: Bei der Parlamentswahl in Serbien 2008 gewinnt die pro-europäische Partei von Präsident Boris Tadić deutlich.[14]

### Montag, 12. Mai 2008

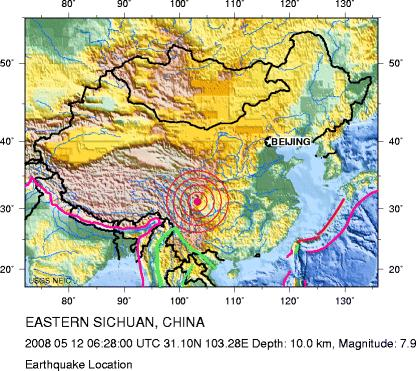
Erdbeben in Sichuan, Lage

- Sichuan/China: Bei einem Erdbeben der Stärke 7,9 Mw in der Provinz Sichuan sterben mindestens 51.000 Menschen, außerdem rechnen die Behörden mit 288.000 Verletzten und etwa 30.000 Vermissten.[15]

### Dienstag, 13. Mai 2008

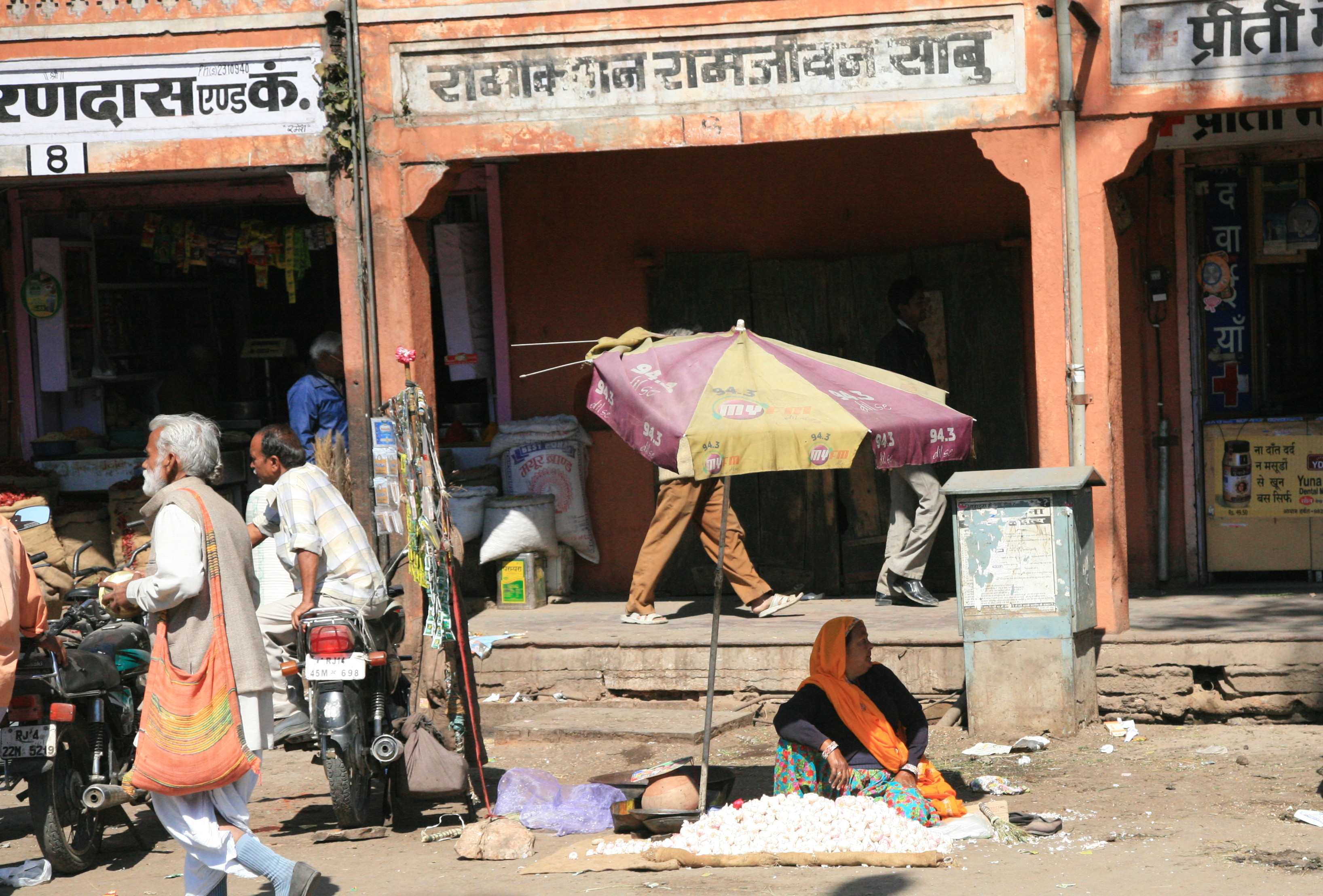
Jaipur, Indien

- Charleston/Vereinigte Staaten: Die Vorwahlen der Demokraten zur Präsidentschaftswahl in den Vereinigten Staaten 2008 in West Virginia gewinnt Hillary Clinton klar, bei den Republikanern waren die Vorwahlen bedeutungslos.[16]
- Jaipur/Indien: Eine Serie von Bombenexplosionen in der nordindischen Stadt Jaipur tötet mindestens 63 Menschen und verletzt mehr als 200 weitere.[17]

### Mittwoch, 14. Mai 2008
- Manchester/Vereinigtes Königreich: Der FK Zenit Sankt Petersburg gewinnt durch einen 2:0-Finalsieg gegen Glasgow Rangers den UEFA Cup.[18]
- Teheran/Iran: Der Geheimdienst nimmt sechs führende Mitglieder der Bahai-Gemeinde fest. Ein Gesetzentwurf sieht die islamische Todesstrafe für Abtrünnige des rechten Glaubens vor.[19]

### Donnerstag, 15. Mai 2008

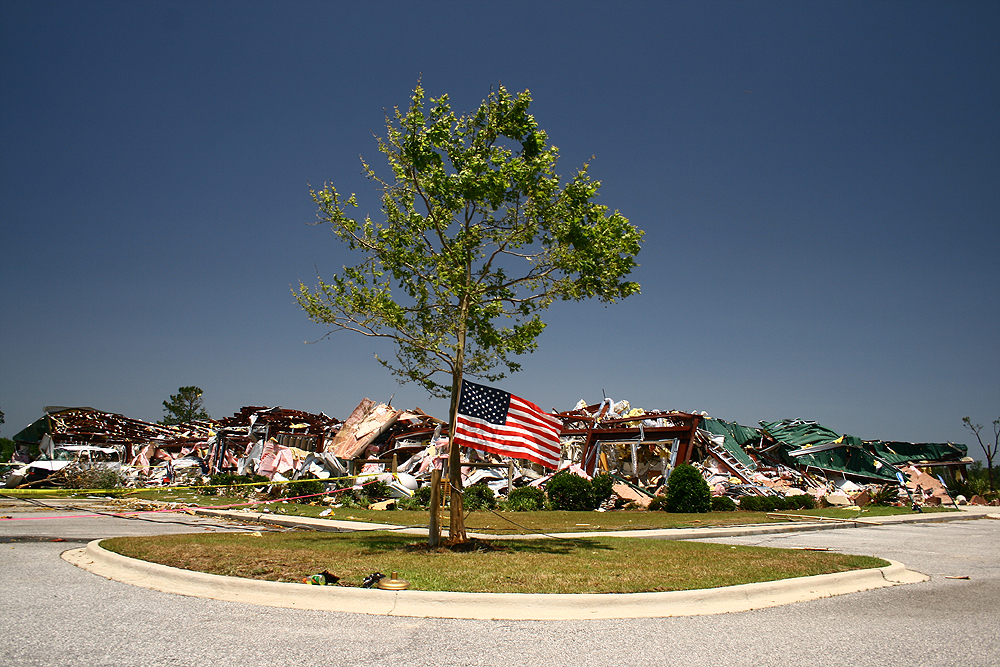
Schutt in Georgia, USA, nach einem Tornado

- Naypyidaw/Myanmar: Nach Angaben des staatlichen Rundfunks stimmten am vergangenen Samstag 92 % der Bürger für die neue Verfassung des Landes.[20]
- Vereinigte Staaten: Eine Serie schwerer Unwetter und Tornados im Mittleren Westen und im Südosten der USA, die am 7. Mai in Oklahoma begann, verursacht bis heute den Tod von 28 Menschen.[21]

### Freitag, 16. Mai 2008
- Cape Canaveral/Vereinigte Staaten: Das Teleskop Glast wird ins Weltall gebracht.
- Santo Domingo/Dominikanische Republik: Die Präsidentschaftswahl gewinnt Amtsinhaber Leonel Fernández von der Partei der Dominikanischen Befreiung (PLD) mit 53 % der Stimmen vor seinem größten Herausforderer Miguel Vargas Maldonado von der Partei der Dominikanischen Revolution (PRD).[22]

### Samstag, 17. Mai 2008
- Köln/Deutschland: Thomas Godoj gewinnt die 5. Staffel von Deutschland sucht den Superstar.
- Kuwait/Kuwait: Die Parlamentswahl endet mit großem Erfolg für die Islamisten. Sie verdoppeln die Zahl ihrer Abgeordneten und halten nun 21 der 50 Sitze im Parlament.[23]
- München/Deutschland: Der FC Bayern München ist nun offiziell Deutscher Fußballmeister 2008.

### Sonntag, 18. Mai 2008

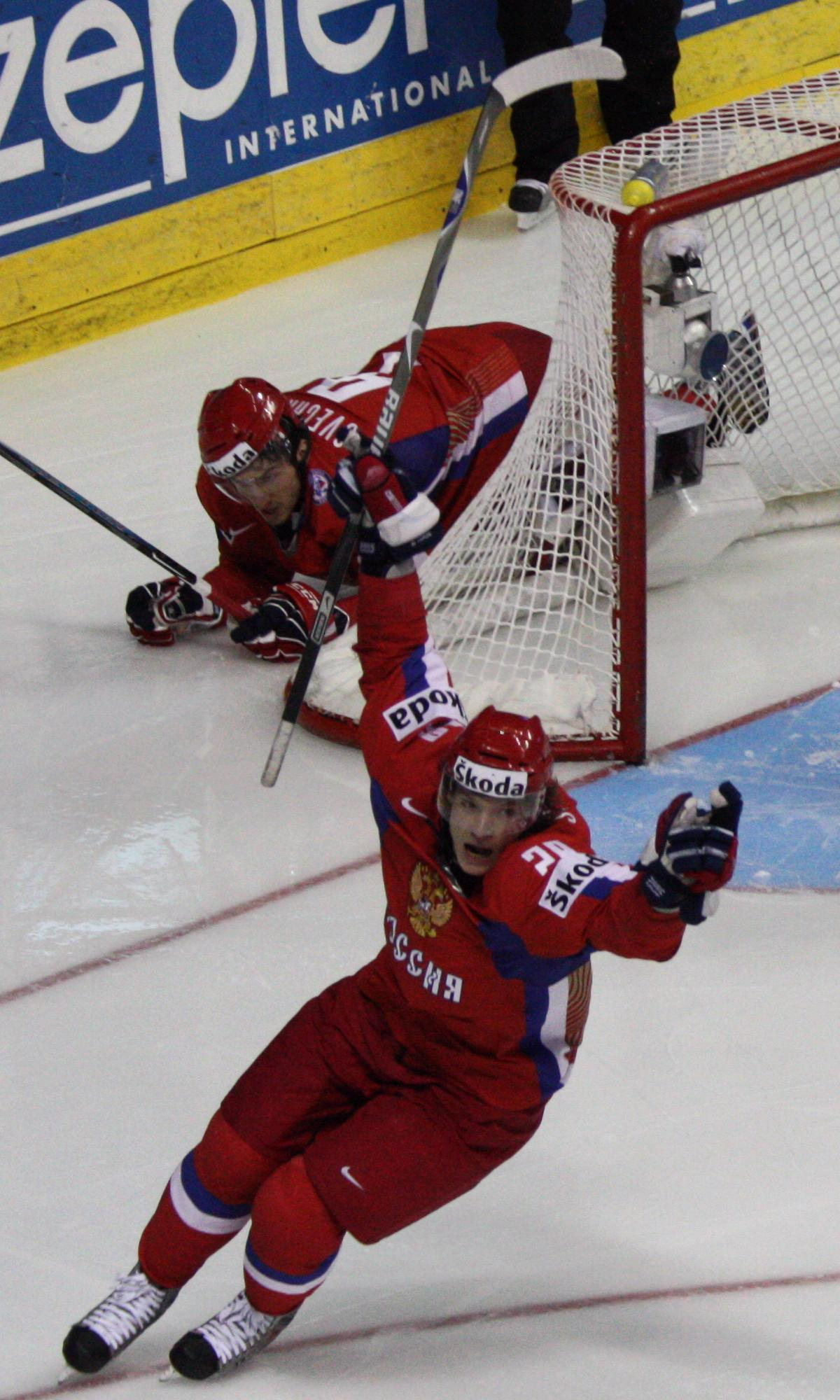
Russland ist neuer Eishockey-Weltmeister

- Québec/Kanada: Russland wird Eishockey-Weltmeister durch einen 5:4-Sieg gegen die Mannschaft des Gastgebers.[24]

### Montag, 19. Mai 2008
- Bonn/Deutschland: Die 9. UN-Naturschutzkonferenz beginnt.
- Kuala Lumpur/Malaysia: Der frühere malaysische Premierminister Mahathir bin Mohamad tritt im Streit mit seinem Nachfolger Abdullah Ahmad Badawi überraschend aus der regierenden UMNO-Partei aus.[25]
- Südafrika: Xenophobe Unruhen brechen zwischen schwarzen Südafrikanern, insbesondere Flüchtlingen aus Simbabwe, und Weißen aus, vor allem in den Homelands.[26]
- Sendebeginn der deutschen Version des FOX Channels.

### Dienstag, 20. Mai 2008
- Berlin/Deutschland: Brand im Dachstuhl der Berliner Philharmonie[27]
- Norwegen: Übergabe des Abelpreises 2008 an die Mathematiker John Griggs Thompson und Jacques Tits durch den norwegischen König Harald V.[28]
- Frankfort, Salem/Vereinigte Staaten: Bei den Vorwahlen der Demokratischen Partei gewinnt Hillary Clinton in Kentucky und Barack Obama in Oregon, Obama hat damit die Mehrheit der Stimmen.[29]

### Mittwoch, 21. Mai 2008

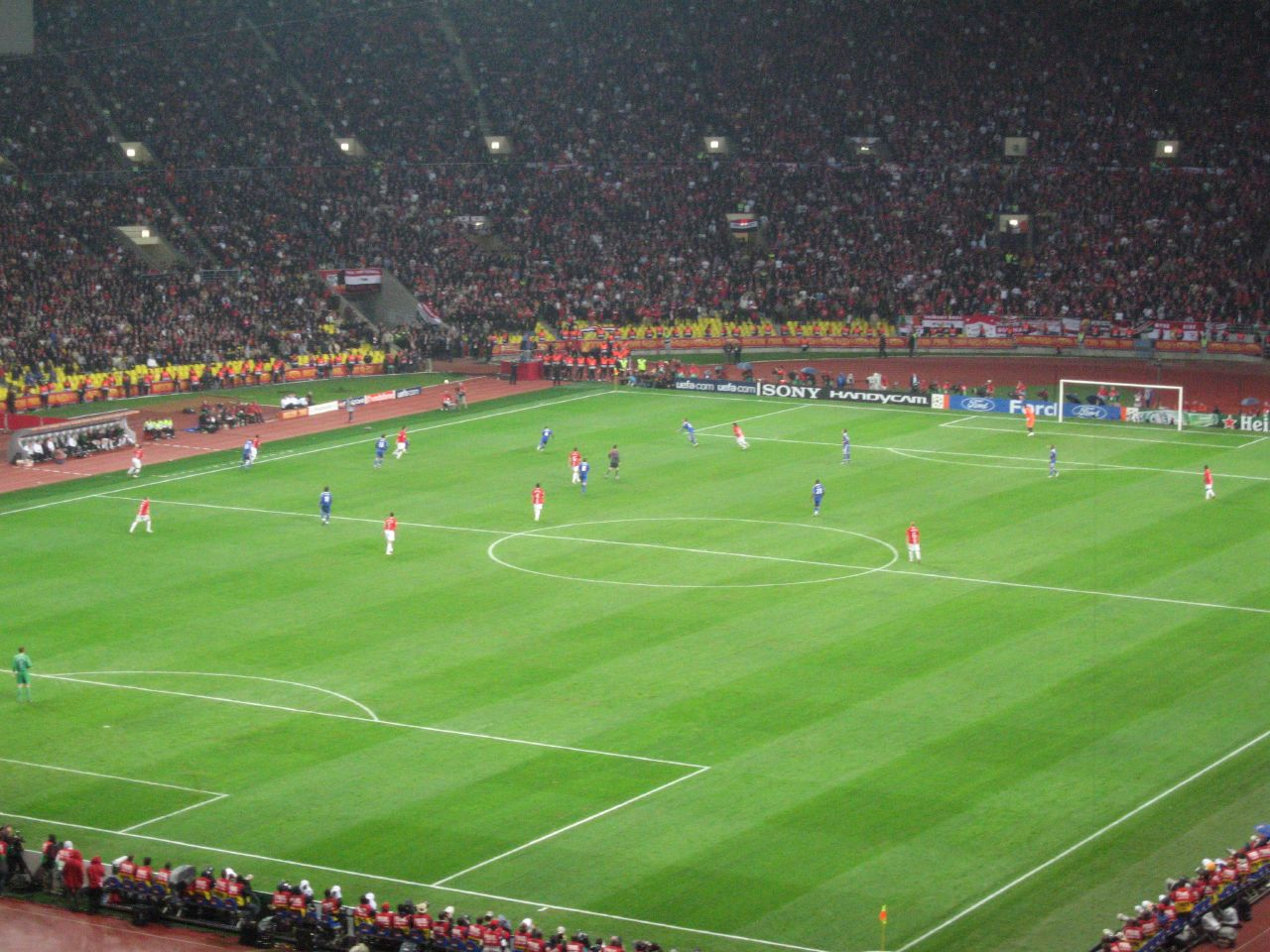
Finalspiel der Champions League

- Abchasien/Georgien: Die Parlamentswahl wurde von Anschlägen und schweren Gefechten zwischen abchasischen Separatisten und georgischen Streitkräften in der Konfliktregion Abchasien überschattet. Bei zwei Busexplosionen wurden mehrere Menschen verletzt. Die Spannungen um Abchasien haben in den vergangenen Wochen deutlich zugenommen, seit dem Georgien und Russland ihre Streitkräfte in der Region zusammenziehen und Georgien diese in erhöhte Gefechtsbereitschaft versetzt hat.[30]
- Moskau/Russland: Im Olympiastadion Luschniki gewinnt Manchester United das Finale der UEFA Champions League gegen den FC Chelsea mit 6:5 im Elfmeterschießen.[31]
- Osnabrück/Deutschland: Der 97. Deutsche Katholikentag unter dem Motto „Du führst uns hinaus in die Weite“ beginnt.
- Tiflis/Georgien: Sieger der Parlamentswahl ist die Vereinte Nationale Bewegung von Staatspräsident Micheil Saakaschwili. Sie erhielt laut Nachwahlbefragung 63 % der Stimmen. Das Oppositionsbündnis kommt auf 14 bis 16 % der Stimmen.[32]

### Donnerstag, 22. Mai 2008
- Brüssel/Belgien: Die Höchstdauer von Abschiebehaft soll in der EU 18 Monate betragen und Abschiebehäftlinge werden auf Initiative der deutschen Regierung keine Prozesskostenhilfe mehr erhalten. Auf diese Änderung des Asylverfahrens, der voraussichtlich im Juni die Innenminister zustimmen werden, einigten sich Vertreter der EU-Staaten.[33]
- Südafrika: Aufgrund der Rassenunruhen, bei denen über 15.000 Flüchtlinge aus ihren Häusern vertrieben und 42 Flüchtlinge getötet wurden, fliehen über 10.000 Zugewanderte aus Südafrika nach Mosambik. Die Regierung erwägt den Einsatz des Militärs.[34][35]

### Samstag, 24. Mai 2008
- Belgrad/Serbien: Russland gewinnt mit dem Beitrag Believe von Dima Bilan zum ersten Mal den Eurovision Song Contest 2008 vor der Ukraine und Griechenland. Der deutsche Beitrag Disappear der No Angels landete gemeinsam mit Polen und Großbritannien auf den geteilten 25. und letzten Platz.[36] Der Schweizer Beitrag Era Stupendo von Paolo Meneguzzi war bereits im Halbfinale gescheitert, während Österreich seine Teilnahme zurückgezogen hatte.

### Sonntag, 25. Mai 2008

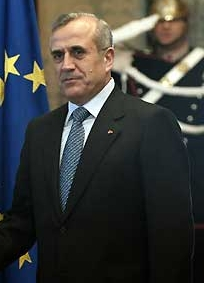
Michel Sulaiman

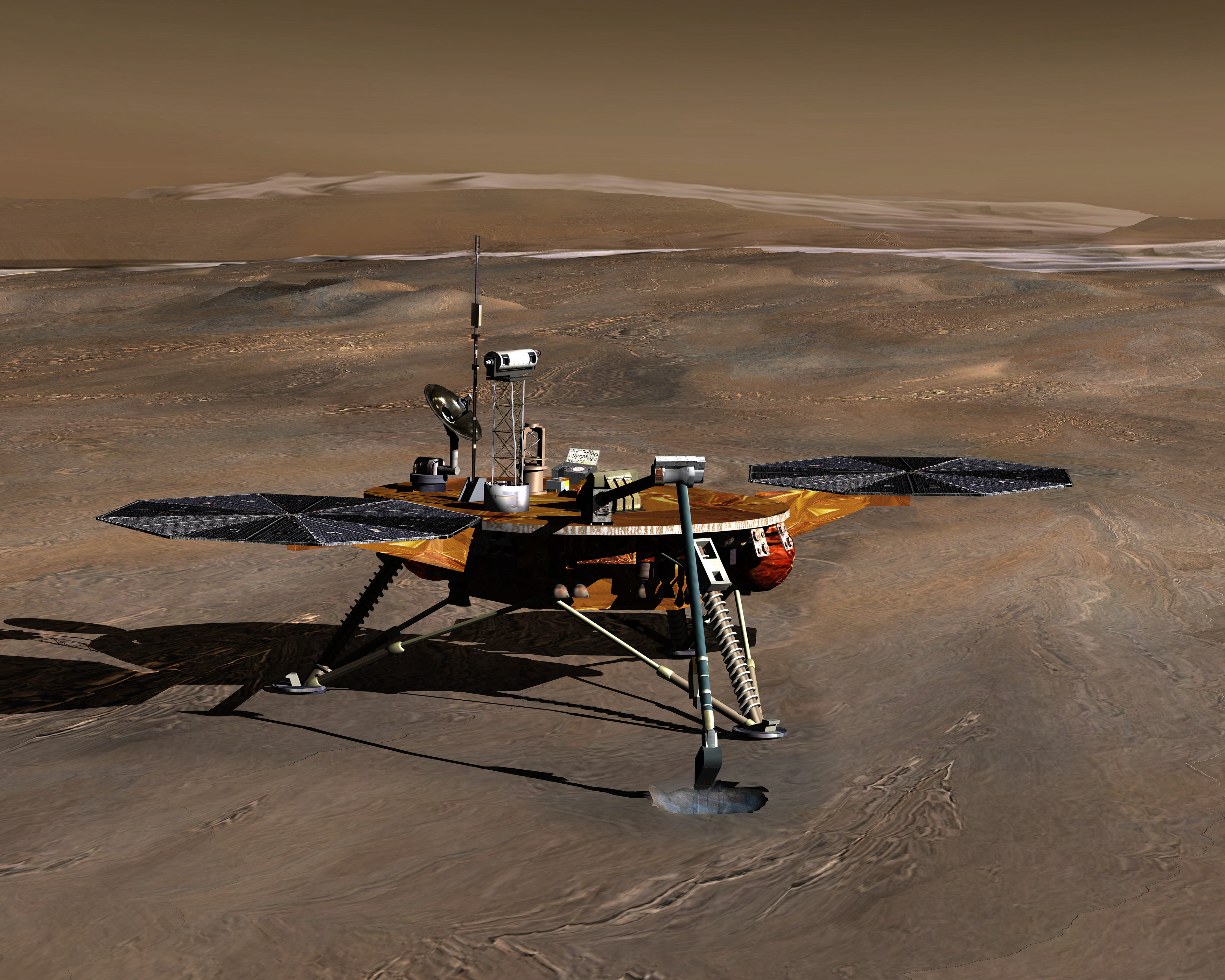
Phoenix auf dem Mars (Computergrafik)

- Beirut/Libanon: Der maronitische Christ und bisherige Oberkommandierende der Streitkräfte des Libanon Michel Sulaiman begeht seine Amtseinführung als 13. Staatspräsident.[37]
- Cannes/Frankreich: Die 61. Filmfestspiele von Cannes enden mit der Vergabe der Goldenen Palme an den französischen Beitrag Die Klasse von Laurent Cantet.[38] Der im Wettbewerb befindliche Film Palermo Shooting des deutschen Regisseurs Wim Wenders blieb unprämiert.
- Mars: Die NASA-Raumsonde Phoenix landet erfolgreich auf dem Mars.[39]
- Mönchengladbach/Deutschland: Finale der Champions Trophy der Damen 2008

### Dienstag, 27. Mai 2008

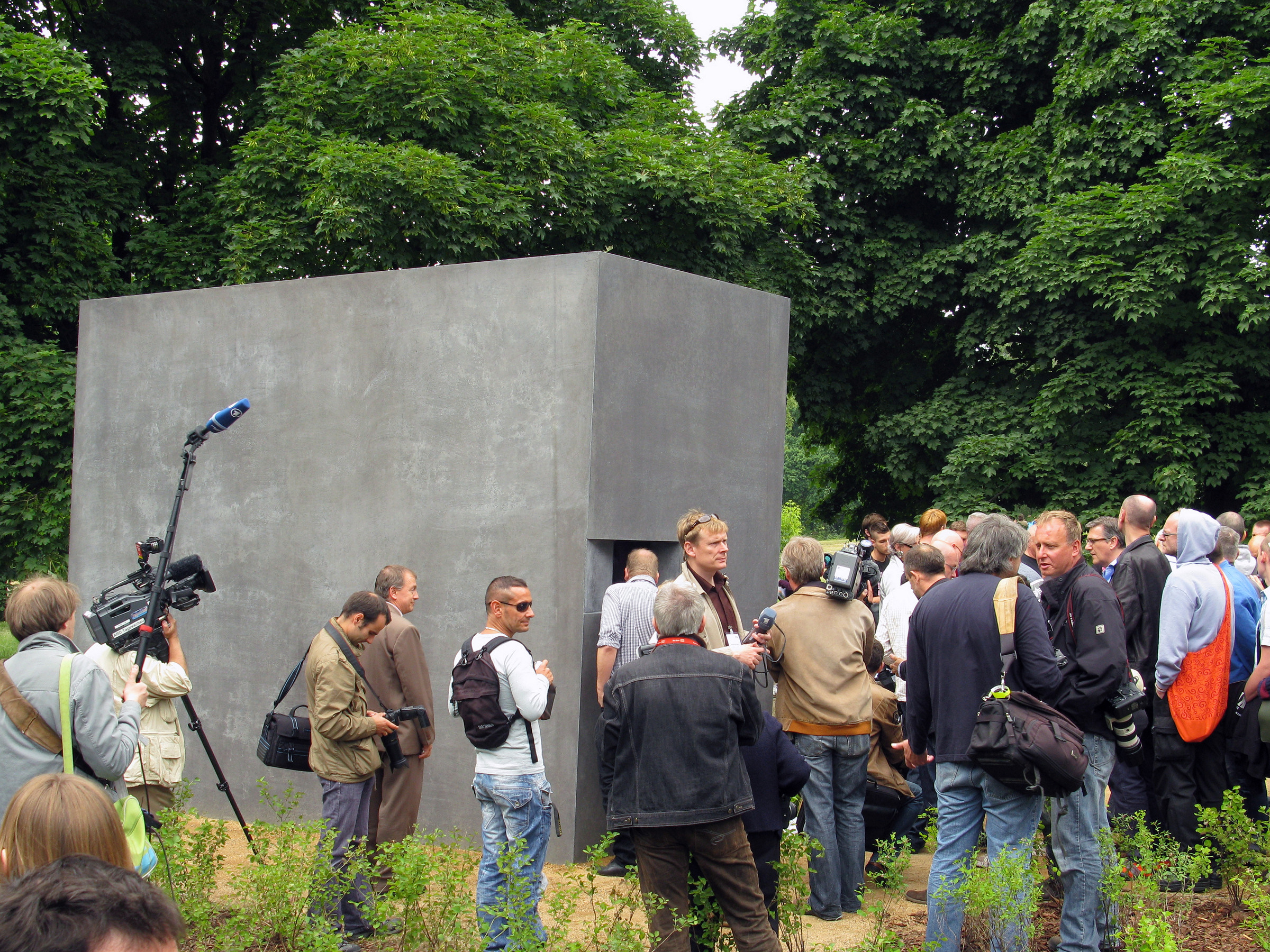
Denkmal für die im Nationalsozialismus verfolgten Homosexuellen

- Bad Mergentheim/Deutschland: Der letzte Veteran Österreich-Ungarns aus dem Ersten Weltkrieg ist tot. Franz Künstler wurde vor knapp 108 Jahren in Sósd, im heutigen Rumänien, geboren und im Februar 1918 eingezogen.[40]
- Berlin/Deutschland: In Berlin wird das Denkmal für die im Nationalsozialismus verfolgten Homosexuellen eingeweiht.[41]
- Deutschland: Die deutschen Milchbauern vertreiben keine Milch mehr und demonstrieren auf diesem Wege gegen die niedrigen Milchpreise in Deutschland.[42]

### Mittwoch, 28. Mai 2008
- Berlin/Deutschland: Der Bundestag debattiert über Gregor Gysis Stasi-Verstrickung.[43]
- Berlin/Deutschland: Die fünf ostdeutschen Bundesländer wehren sich durch ihre Wirtschaftsminister gegen angedachte Kürzungen der Solarstrom-Förderung seitens der Bundesregierung.[44]
- Dresden/Deutschland: Stanislaw Tillich wird zum Nachfolger des zurückgetretenen sächsischen Ministerpräsidenten Georg Milbradt gewählt.[45]
- Jakarta/Indonesien: Die indonesische Regierung erklärt den Austritt aus der OPEC und kann den Eigenbedarf an Rohöl nicht aus eigenen Ölquellen mehr decken.[46]
- Kathmandu/Nepal: Die verfassungsgebende Versammlung in Nepal hat das Ende der Monarchie beschlossen und die Republik ausgerufen.[47]

### Donnerstag, 29. Mai 2008
- Selfoss/Island: Starkes Erdbeben in Island. Die Stöße erreichen eine Stärke von 6,3 auf der Richterskala. Das Beben wurde im ganzen Land verspürt. Große Schäden entstehen in den Wohnungseinrichtungen, etwa 30 Leichtverletzte sind zu beklagen. An einigen Häusern und Brücken kommen geringe Rissschäden vor. Vom Ingólfsfjall, wo das Erdbeben seinen Ursprung hat, kollern haushohe Felsen die Hänge runter. Einige kleinere Risse entstehen in den Straßenbelägen der Umgebung. Einige Häuser wurden sicherheitshalber geräumt, darunter ein Krankenheim und eine Schule. Eine weitere Folge des Erdbebens ist eine vermehrte Aktivität der Heißwasserquellen in Hveragerði und sogar im Haukadal.[48]

### Freitag, 30. Mai 2008
- Berlin/Deutschland: Im deutschen Telekommunikationsunternehmen Telekom weitet sich die Krise zur Datensicherheit in der Telekom-Bespitzelungsaffäre immer weiter aus.[49]
- Dublin/Irland: Viele Staaten unterzeichnen eine Konvention zum weltweiten Verbot von Streubomben.[50]

### Samstag, 31. Mai 2008
- Cape Canaveral/Vereinigte Staaten: Start der Mission STS-124
- New York/Vereinigte Staaten: Beim Reebok Grand Prix verbessert Usain Bolt im 100-Meter-Lauf den Weltrekord seines Landsmannes Asafa Powell um zwei Hundertstelsekunden. Bolt absolviert die Strecke in 9,72 s.[51]

## Weblinks

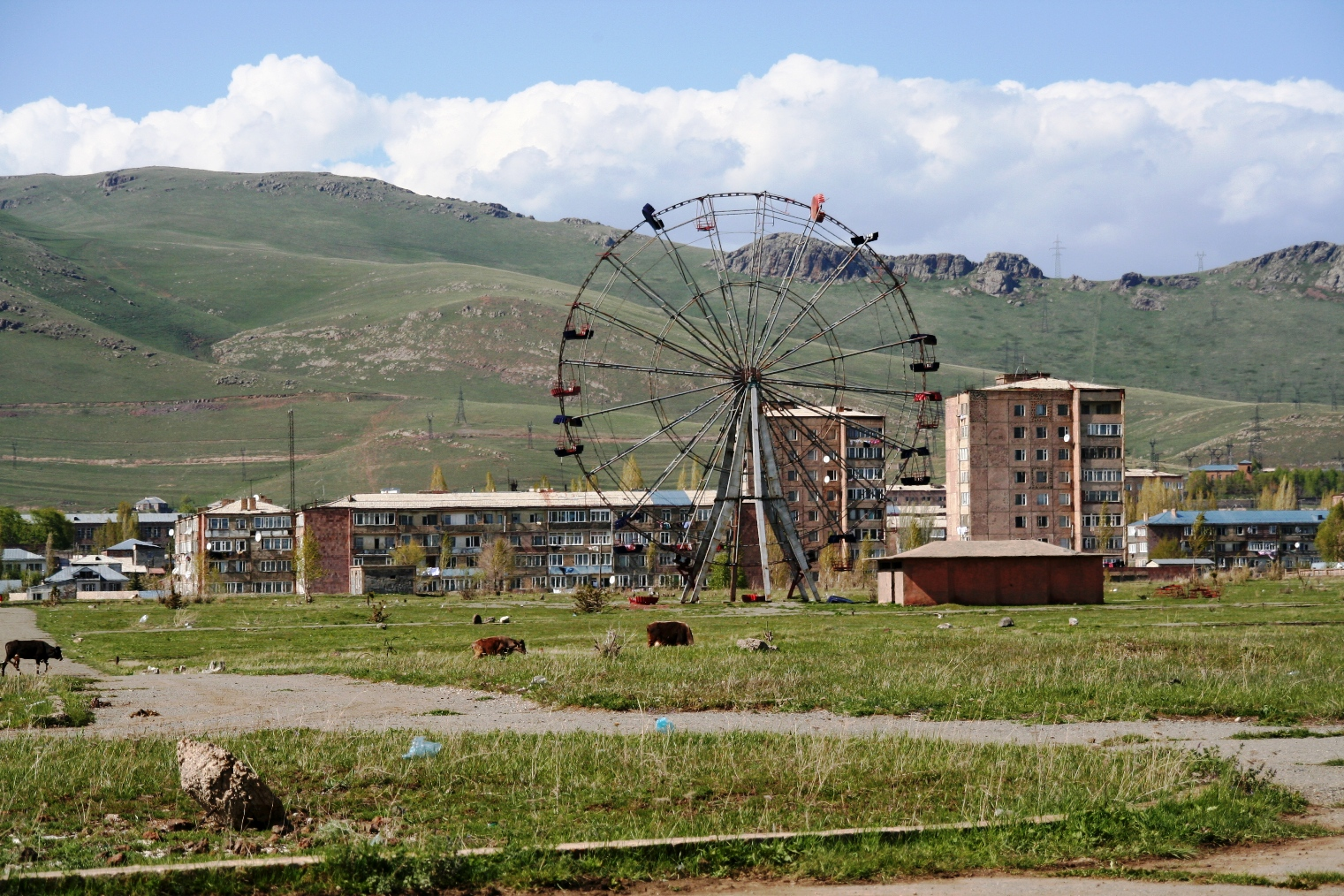
Armenien im Mai 2008